# Susana Seivane
Susana Seivane, née le 25 août 1976 à Barcelone, est musicienne galicienne, joueuse de cornemuse et chanteuse.

## Biographie

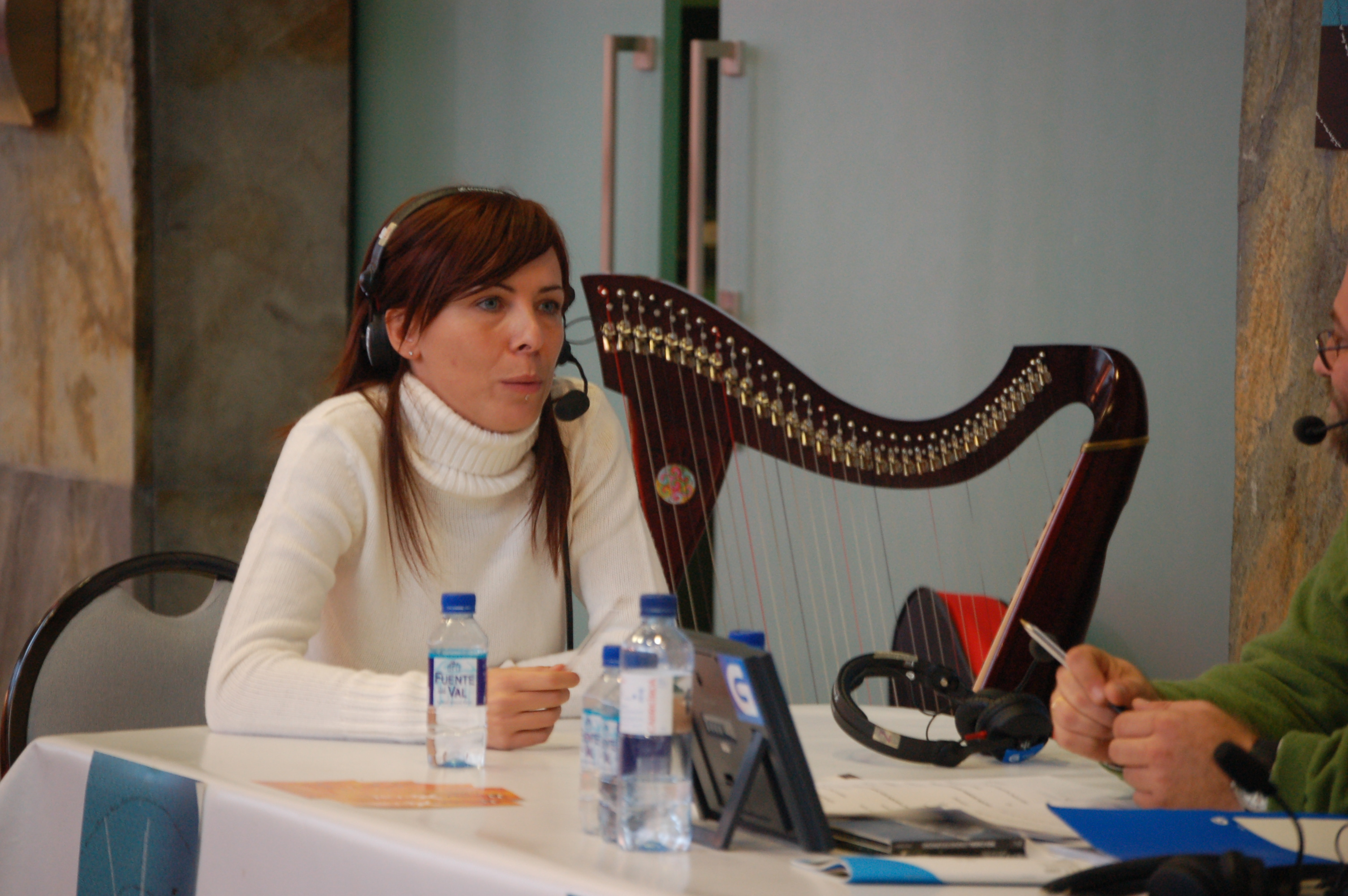
Susana Seivane dans une émission de Radio Galega, Lume na palleira.

Susana Seivane, fille de Álvaro Seivane et petite-fille de Xosé Manuel Seivane, luthiers de cornemuses, nait à Barcelone en 1976. De retour en Galice avec son père, elle enregistre un premier album Susana Seivane en 1999 produit par Rodrigo Romaní, qui y joue de la harpe notamment. En 2001, elle sort son second album Alma de Buxo et est l’une des cinq finalistes des Indie Awards dans la catégorie du meilleur artiste de musique contemporaine du monde[réf. nécessaire]. Elle débute la même année aussi une tournée aux États-Unis qu'elle devra déplacer à la suite des attentats du 11 septembre 2001[réf. nécessaire]. 
Elle publie son troisième disque en 2004 Mares de Tempo. Elle publie en 2010 son quatrième album Os soños que volven. Elle a joué dans de nombreux festivals de musique tel que le Festival interceltique de Lorient, le Malahide International Festival of Piping & Drumming de Dublin ou encore le Festival du bout du monde.